# هانا جين فوكس
هانا جين فوكس (بالإنجليزية: Hannah Jane Fox)‏ هي ممثلة بريطانية، ولدت في 13 يناير 1976 في لندن في المملكة المتحدة.

## وصلات خارجية
- هانا جين فوكس على موقع IMDb (الإنجليزية)
- هانا جين فوكس على موقع ميوزك برينز (الإنجليزية)
- هانا جين فوكس على موقع ديسكوغز (الإنجليزية)